# Gheorghe Ghica
Gheorghe Ghica (Veles, 3 marzo 1600 – Costantinopoli, 2 novembre 1664) è stato un nobile rumeno.
Di una famiglia di origine fanariota.
Nel 1658 divenne principe di Moldavia e nel 1659 principe di Valacchia. Fu deposto nel 1660.